# پارک ملی لس‌گلاسیرز

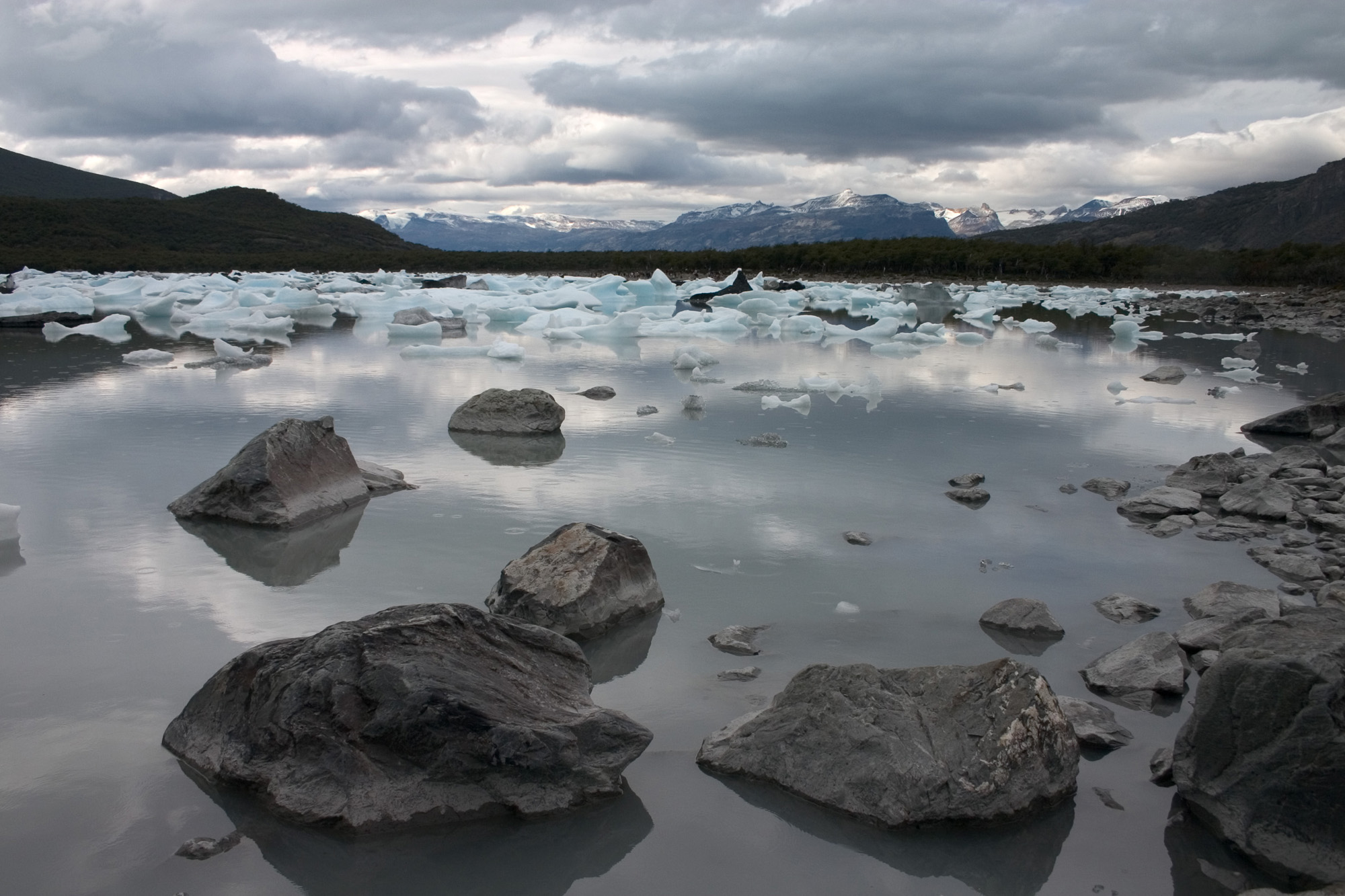

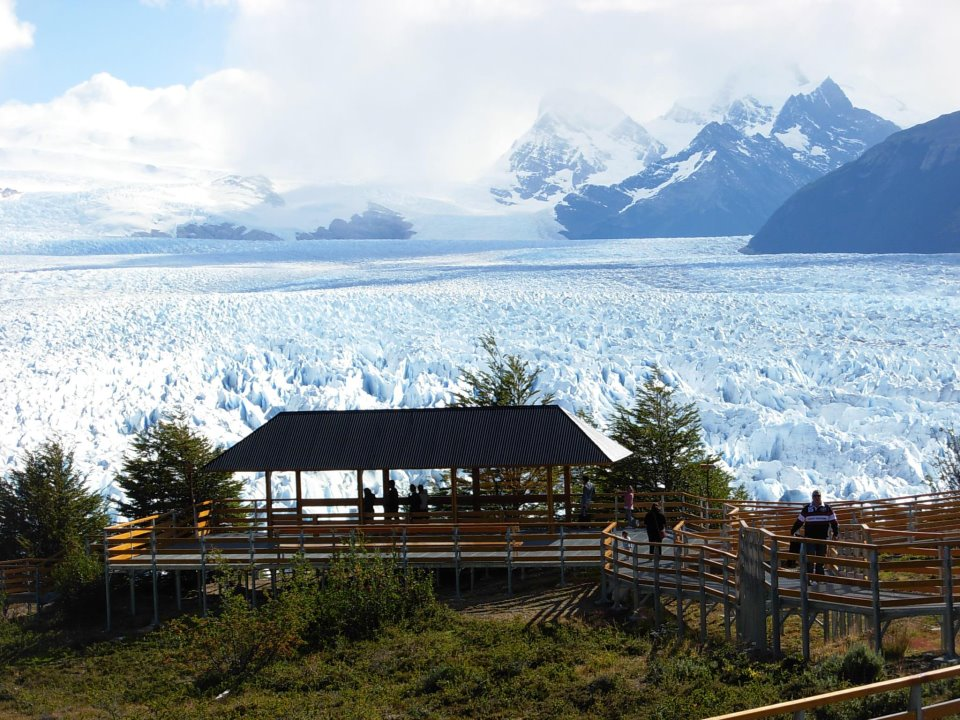
نمایی از پارک ملی لس‌گلاسیرز

پارک ملی لُس‌گلاسیرز (به [Parque Nacional Los Glaciares] Error: {{Lang-xx}}: متن دارای نشانه‌گذاری ایتالیک است (راهنما)) منطقه‌ای حفاظت‌شده در ایالت سانتا کروس، آرژانتین و بزرگ‌ترین پارک ملی آرژانتین است که مساحت آن ۷٬۲۶۹/۲۷ کیلومتر مربع است. این پارک ملی در سال ۱۹۳۷ تأسیس‌شد و در سال ۱۹۸۱ در فهرست میراث جهانی یونسکو قرار گرفت.